# يوهي ساكاي
يوهي ساكاي (باليابانية: 坂井 洋平) ولد في 10 أبريل 1986 بمحافظة كاناغاوا اليابانية، هو لاعب كرة قدم ياباني سابق كان يلعب كلاعب وسط.

## وصلات خارجية
- يوهي ساكاي على موقع رابطة كرة القدم اليابانية للمحترفين (اليابانية)
- يوهي ساكاي على موقع قاعدة بيانات كرة القدم.إي يو (الإنجليزية)
- يوهي ساكاي على موقع Soccerway.com (الإنجليزية)
- يوهي ساكاي على موقع عالم كرة القدم.نت (الإنجليزية)